# Музумечи, Нелло
Себастьяно Музумечи (итал. Sebastiano Musumeci), более известен как Нелло Музумечи (итал. Nello Musumeci; род. 21 января 1955) — итальянский политик.

## Биография
Родился в Милителло (Катания). Отец троих детей, банкир и публицист, член ультраправого Итальянского социального движения, в 1990-е годы являлся депутатом провинциального совета Катании.
В 1980-е годы — преподаватель института журналистики в Ачиреале, заместитель секретаря провинциальной организации Сицилийской ассоциации прессы. Принял участие в основании Сицилийского института политических и экономических исследований (ISSPE).

### Политическая карьера
13 февраля 1994 года стал первым всенародно избранным президентом провинции Катания и самым молодым главой администрации провинции в Италии. В 1998 году переизбран в первом туре голосования и сохранял должность за собой до истечения срока полномочий в мае 2003 года
С 1994 по 2009 год — депутат Европарламента (до 2007 года — от Национального альянса, затем — от партии «Правые»).
В 2005 году стал одним из соучредителей Сицилийского альянса, который в 2006 году получил на региональных выборах 5,27 % голосов, а в 2008 году влился в партию «Правые».
С 18 апреля по 16 ноября 2011 года — младший статс-секретарь Министерства труда и социальной политики в четвёртом правительстве Берлускони.
В 2012 году вновь пошёл на региональные выборы в Сицилии, на сей раз при поддержке правоцентристов Народа свободы, но из-за «дезертирства» Джанфранко Миччике, расколовшего лагерь правоцентристов, последовала политическая катастрофа: по итогам выборов кандидат левоцентристов Розарио Крочетта получил 30,47 % голосов, Музумечи — 25,73 %, Миччике — 15,47 %.
Покинув «правых», основал в 2015 году собственное движение #Diventerà Bellissima.

### Губернатор Сицилии
3 ноября 2017 года Сильвио Берлускони, Джорджия Мелони и Маттео Сальвини заключили предвыборное соглашение о поддержке кандидатуры Музумечи на новых сицилийских выборах.
5 ноября 2017 года победил с результатом 39,8 % на региональных выборах в Сицилии при поддержке правоцентристского блока с участием партии «Вперёд, Италия», движения #Diventerà Bellissima и трёх местных списков (при этом на второе место вышел кандидат Движения пяти звёзд Джанкарло Канчеллери с 34,7 %, а представитель правящей Демократической партии Фабрицио Микари заручился поддержкой только 18,7 % избирателей, оставшись на третьем месте).
18 ноября 2017 года апелляционный суд Палермо официально провозгласил Музумечи избранным губернатором, после чего он отправился в губернаторскую резиденцию — Орлеанский дворец для церемонии передачи власти от уходящего губернатора Крочетта.
25 сентября 2022 года на прямых выборах губернатора Сицилии победил новый лидер правоцентристов Ренато Скифани.

### Работа в правительстве Италии
22 октября 2022 года при формировании правительства Мелони Музумечи был назначен министром без портфеля по делам Юга Италии и защите моря.
10 ноября 2022 года изменена сфера полномочий Музумечи: он стал отвечать за гражданскую оборону и морскую политику.